# Nati nel 1936/Novembre
| Questa pagina contiene informazioni ricavate automaticamente dalle voci biografiche con l'ausilio del template Bio e di un bot. L'aggiornamento è periodico e automatico e ricostruisce completamente la pagina. Se manca una persona in questa lista, sei pregato di non aggiungerla, ma accertati piuttosto che la sua voce biografica contenga il template Bio e che i dati anagrafici siano correttamente compilati. Se il template Bio manca, inseriscilo tu stesso o, in alternativa, metti l'avviso {{tmp\|Bio}} che ne segnala la mancanza. Se i dati riportati sono sbagliati, correggi direttamente la voce biografica; le modifiche saranno visibili in questa lista entro pochi giorni. Per chiarimenti vedi il progetto biografie. La lista contiene solo le 193 persone che sono citate nell'enciclopedia e per le quali è stato implementato correttamente il template Bio. Pagina aggiornata al 10 ago 2025. |

- 1º novembre - Eddie Colman, calciatore inglese († 1958)
- 1º novembre - Johnny Cox, ex cestista statunitense
- 1º novembre - Alberto Frizziero, politico, giornalista e imprenditore italiano († 2024)
- 1º novembre - Jackie Lewis, ex pilota automobilistico inglese
- 1º novembre - Örjan Martinsson, calciatore svedese († 1997)
- 1º novembre - Jack Rowell, allenatore di rugby a 15 e dirigente sportivo britannico († 2024)
- 1º novembre - Aleksandr Sevelëv, schermidore sovietico († 2020)
- 1º novembre - Giovanni Zavaglio, calciatore italiano († 2012)
- 2 novembre - Stan Malinowski, fotografo statunitense
- 2 novembre - Rosemary Radford Ruether, teologa statunitense († 2022)
- 2 novembre - Jack Starrett, attore e regista statunitense († 1989)
- 3 novembre - Roy Emerson, ex tennista australiano
- 3 novembre - Peter Farmer, scenografo britannico († 2017)
- 3 novembre - Paula Marosi, schermitrice ungherese († 2022)
- 3 novembre - Valentin Pšenicyn, biatleta sovietico († 2007)
- 3 novembre - Edmondo Rabanser, hockeista su ghiaccio e allenatore di hockey su ghiaccio italiano († 2016)
- 3 novembre - Takao Saitō, fumettista giapponese († 2021)
- 3 novembre - Emanuele Vinassa de Regny, divulgatore scientifico, giornalista e curatore editoriale italiano († 2012)
- 4 novembre - Vittorio Angelici, politico e sindacalista italiano
- 4 novembre - Romano Forin, calciatore italiano († 2018)
- 4 novembre - Paul Jensen, ciclista su strada danese († 2013)
- 4 novembre - Thaddeus Peplowski, vescovo vetero-cattolico statunitense († 2018)
- 4 novembre - Giulia Perugini, altista italiana
- 4 novembre - Didier Ratsiraka, politico e militare malgascio († 2021)
- 4 novembre - C. K. Williams, poeta, critico letterario e traduttore statunitense († 2015)
- 4 novembre - Victor Wégria, calciatore belga († 2008)
- 5 novembre - Robert Assaraf, storico marocchino († 2018)
- 5 novembre - Giorgio Callegari, presbitero e sociologo italiano († 2003)
- 5 novembre - Josef Nairz, ex bobbista austriaco
- 5 novembre - Mario Orfini, produttore cinematografico, produttore televisivo e sceneggiatore italiano
- 5 novembre - Uwe Seeler, calciatore e dirigente sportivo tedesco († 2022)
- 5 novembre - Ivan Stambolić, politico serbo († 2000)
- 5 novembre - Gianni Vasino, giornalista, scrittore e conduttore televisivo italiano († 2025)
- 6 novembre - Jacques Charrier, attore francese
- 6 novembre - Emil Vladimirovici Loteanu, regista sovietico († 2003)
- 6 novembre - Vania Protti Traxler, imprenditrice italiana
- 7 novembre - Al Attles, cestista, allenatore di pallacanestro e dirigente sportivo statunitense († 2024)
- 7 novembre - Guido Carlesi, ciclista su strada italiano († 2024)
- 7 novembre - Gwyneth Jones, soprano gallese
- 7 novembre - Roger Joseph Vangheluwe, vescovo cattolico belga
- 7 novembre - Zheng Zhenyao, attrice cinese († 2023)
- 8 novembre - Claudio Bravo Camus, pittore cileno († 2011)
- 8 novembre - Philipp Fürst, ginnasta tedesco († 2014)
- 8 novembre - Edward Gibson, ex astronauta e ingegnere statunitense
- 8 novembre - King Hill, giocatore di football americano e allenatore di football americano statunitense († 2012)
- 8 novembre - Virna Lisi, attrice italiana († 2014)
- 8 novembre - Raffaele Minicucci, dirigente d'azienda italiano († 2001)
- 9 novembre - Bruno Martinotti, direttore d'orchestra e compositore italiano († 1986)
- 9 novembre - Emy Eco, attrice italiana
- 9 novembre - Bob Graham, politico statunitense († 2024)
- 9 novembre - Roberto Guzmán, attore messicano († 2002)
- 9 novembre - Teddy Infuhr, attore statunitense († 2007)
- 9 novembre - Massimo Livi Bacci, politico e statistico italiano
- 9 novembre - Olav Smidsrød, biochimico norvegese († 2017)
- 9 novembre - Michail Tal', scacchista sovietico († 1992)
- 9 novembre - Mary Travers, cantante statunitense († 2009)
- 10 novembre - Claudio Barrientos, pugile cileno († 1982)
- 10 novembre - Bruno Cantone, ex calciatore italiano
- 10 novembre - Hermann Czech, architetto austriaco
- 11 novembre - Susan Kohner, attrice statunitense
- 11 novembre - Esther Mahalangu, pittrice sudafricana
- 11 novembre - Louis Martin, sollevatore britannico († 2015)
- 11 novembre - Willie May, ostacolista statunitense († 2012)
- 11 novembre - Mala Sinha, attrice indiana
- 12 novembre - Mario Barbero, scrittore e giornalista italiano
- 12 novembre - Paolo Barsacchi, politico italiano († 1986)
- 12 novembre - Lucia Berlin, scrittrice statunitense († 2004)
- 12 novembre - Dante Castellazzi, calciatore italiano († 2018)
- 12 novembre - Erina Russo de Caro, storica, giornalista e scrittrice italiana († 2021)
- 13 novembre - Piergiorgio Allera, politico italiano
- 13 novembre - Jill Blackman, ex tennista australiana
- 13 novembre - Edda Buding, tennista tedesca († 2014)
- 13 novembre - Cesare Cavalleri, giornalista, editore e critico letterario italiano († 2022)
- 13 novembre - Elsa Daniel, attrice argentina († 2017)
- 13 novembre - Len Lunde, allenatore di hockey su ghiaccio e hockeista su ghiaccio canadese († 2010)
- 13 novembre - Dacia Maraini, scrittrice, poetessa e saggista italiana
- 13 novembre - Habib Nasution, nuotatore indonesiano
- 13 novembre - Uta Poreceanu, ginnasta rumena († 2018)
- 13 novembre - Ludmila Švédová, ginnasta cecoslovacca († 2018)
- 14 novembre - Carey Bell, armonicista e bassista statunitense († 2007)
- 14 novembre - Horst Blanck, archeologo tedesco († 2010)
- 14 novembre - Jesús Blancornelas, scrittore e giornalista messicano († 2006)
- 14 novembre - Antonio Gades, danzatore, coreografo e politico spagnolo († 2004)
- 14 novembre - Guy Ignolin, ciclista su strada francese († 2011)
- 14 novembre - Josefina Molina, regista e sceneggiatrice spagnola
- 14 novembre - Antonio Pedone, economista italiano
- 14 novembre - Rubén Héctor Sosa, calciatore argentino († 2008)
- 14 novembre - Nanda Vigo, designer italiana († 2020)
- 15 novembre - Vincenzo Balzani, chimico italiano
- 15 novembre - Orlando Bertini, calciatore italiano († 2020)
- 15 novembre - Wolf Biermann, cantante, poeta e scrittore tedesco
- 15 novembre - Tod David Brown, vescovo cattolico statunitense († 2023)
- 15 novembre - Alfred Marie-Jeanne, politico francese
- 15 novembre - Olimpio Paolinelli, ex ciclista su strada italiano
- 16 novembre - Skip Barber, pilota di Formula 1 statunitense
- 16 novembre - Isaac Berger, sollevatore statunitense († 2022)
- 16 novembre - Giampaolo Dallara, ingegnere e imprenditore italiano
- 16 novembre - Patricia Fortini Brown, storica dell'arte statunitense
- 16 novembre - Umberto Mariani, artista e pittore italiano
- 16 novembre - Joaquín Navarro-Valls, giornalista e medico spagnolo († 2017)
- 17 novembre - Crispian Hollis, vescovo cattolico britannico
- 17 novembre - Brenda Jones, mezzofondista australiana
- 17 novembre - Robert E. Lamb, diplomatico statunitense
- 17 novembre - Franco Ottolenghi, giornalista e saggista italiano († 2024)
- 17 novembre - Dahlia Ravikovitch, poetessa e attivista israeliana († 2005)
- 17 novembre - John Wells, attore e sceneggiatore britannico († 1998)
- 18 novembre - Ennio Antonelli, cardinale e arcivescovo cattolico italiano
- 18 novembre - Heinz Bäni, calciatore svizzero († 2014)
- 18 novembre - Don Cherry, trombettista statunitense († 1995)
- 18 novembre - Giuseppe Mandolini, pilota motociclistico italiano
- 18 novembre - Salvatore Totò Rizzo, giornalista e scrittore italiano († 1986)
- 18 novembre - Ante Žanetić, calciatore jugoslavo († 2014)
- 19 novembre - Armand Su, poeta e esperantista cinese († 1990)
- 19 novembre - Dick Cavett, conduttore televisivo, scrittore e comico statunitense
- 19 novembre - Ray Collins, musicista statunitense († 2012)
- 19 novembre - Gilbert Favre, flautista e antropologo svizzero († 1998)
- 19 novembre - Mihai Ionescu, calciatore rumeno († 2011)
- 19 novembre - Yuan T. Lee, chimico taiwanese
- 19 novembre - Viktor Radev, cestista bulgaro († 2014)
- 19 novembre - Ljubiša Samardžić, attore e regista serbo († 2017)
- 19 novembre - Philippe C. Schmitter, politologo e saggista statunitense
- 20 novembre - Hans van Abeelen, genetista olandese († 1998)
- 20 novembre - Don DeLillo, scrittore, drammaturgo e sceneggiatore statunitense
- 20 novembre - Fearne Ewart, ex nuotatrice britannica
- 20 novembre - Luciano Fabro, scultore, scrittore e docente italiano († 2007)
- 20 novembre - Karl-Heinz Hopp, canottiere tedesco († 2007)
- 20 novembre - Dino Sarti, cantante e cabarettista italiano († 2007)
- 21 novembre - Victor Chang, medico cinese († 1991)
- 21 novembre - Salvatore Chirolli, politico italiano
- 21 novembre - James DePreist, direttore d'orchestra statunitense († 2013)
- 21 novembre - Maurizio Galli, vescovo cattolico italiano († 2008)
- 21 novembre - Giuseppe Marra, giornalista e editore italiano
- 21 novembre - Enzo Polidori, politico italiano († 2021)
- 21 novembre - Yumi Shirakawa, attrice giapponese († 2016)
- 22 novembre - Jean-Marie Le Chevallier, politico francese († 2020)
- 22 novembre - Guram Minashvili, cestista sovietico († 2015)
- 22 novembre - Mongolian Stomper, wrestler canadese († 2016)
- 22 novembre - Giuseppe Nuara, politico italiano († 2025)
- 22 novembre - Alexander Scott, calciatore scozzese († 2001)
- 23 novembre - Robert Barnard, scrittore britannico († 2013)
- 23 novembre - Frank Caprio, giudice statunitense
- 23 novembre - Steve Landesberg, attore e comico statunitense († 2010)
- 23 novembre - George Lee, ex cestista e allenatore di pallacanestro statunitense
- 23 novembre - Nevio Piscione, politico italiano († 2017)
- 23 novembre - Hanspeter Stocker, ex calciatore svizzero
- 24 novembre - Ken Kragen, produttore televisivo e autore televisivo statunitense († 2021)
- 24 novembre - Paolo Magistrini, cestista italiano († 2025)
- 25 novembre - Trisha Brown, ballerina e coreografa statunitense († 2017)
- 25 novembre - Matt Clark, attore statunitense
- 25 novembre - Enzo Del Forno, cantante italiano († 2005)
- 25 novembre - Luciana Lagorara, ginnasta italiana († 2023)
- 25 novembre - William McIlvanney, scrittore scozzese († 2015)
- 25 novembre - Gennadij Vaganov, ex fondista sovietico
- 26 novembre - Joan Chase, scrittrice statunitense († 2018)
- 26 novembre - Adán Godoy, ex calciatore cileno
- 26 novembre - Jaime Pedro Gonçalves, arcivescovo cattolico mozambicano († 2016)
- 26 novembre - Jan Liberda, calciatore polacco († 2020)
- 26 novembre - Domenico Machetta, presbitero, compositore e musicista italiano
- 26 novembre - Giuseppe Montanari, fumettista e illustratore italiano († 2023)
- 26 novembre - Mireya Rodríguez, schermitrice cubana († 2007)
- 26 novembre - Giorgio Salmoiraghi, pittore italiano († 2022)
- 27 novembre - Henri Belolo, compositore, musicista e produttore discografico francese († 2019)
- 27 novembre - Leslie Brown, calciatore inglese († 2021)
- 27 novembre - Robbie Buttigieg, calciatore maltese († 2004)
- 27 novembre - Giorgio Cancellieri, generale e magistrato italiano
- 27 novembre - Angelo Iacono, produttore cinematografico e regista italiano
- 27 novembre - Glynn Lunney, ingegnere statunitense († 2021)
- 27 novembre - Alberto Santoni, storico italiano († 2013)
- 28 novembre - Uberto Bertacca, scenografo e costumista italiano († 2020)
- 28 novembre - Eva Cantarella, storica, giurista e sociologa italiana
- 28 novembre - Carlo Castellano, manager e imprenditore italiano
- 28 novembre - Costantino Dardi, architetto italiano († 1991)
- 28 novembre - Carol Gilligan, psicologa statunitense
- 28 novembre - Gary Hart, politico statunitense
- 28 novembre - Pier Vincenzo Mengaldo, filologo, critico letterario e linguista italiano
- 28 novembre - Dieter Pfeifer, ex nuotatore tedesco
- 28 novembre - Théodore-Adrien Sarr, cardinale e arcivescovo cattolico senegalese
- 28 novembre - Philippe Sollers, scrittore, saggista e filosofo francese († 2023)
- 28 novembre - Ray Collins, fumettista argentino
- 29 novembre - Davide Anzaghi, compositore italiano
- 29 novembre - Joe Cini, ex calciatore maltese
- 29 novembre - Gioacchino D'Anna, militare italiano († 1975)
- 29 novembre - Gian Marco Moratti, imprenditore, dirigente sportivo e filantropo italiano († 2018)
- 30 novembre - Eric Walter Elst, astronomo belga († 2022)
- 30 novembre - Knud Enemark, ciclista su strada danese († 1960)
- 30 novembre - Abbie Hoffman, attivista e politico statunitense († 1989)
- 30 novembre - Vinka Jeričević, ex nuotatrice jugoslava
- 30 novembre - Abdul Waheed Khan, hockeista su prato pakistano († 2022)
- 30 novembre - Christiane Klapisch-Zuber, storica e docente francese († 2024)
- 30 novembre - Giuseppe Mario Moretto, ex arbitro di calcio italiano
- 30 novembre - René Schneider, calciatore svizzero († 2011)
- 30 novembre - Rudi Stern, artista e gallerista statunitense († 2006)
- 30 novembre - Sammy Wilson, ex calciatore nordirlandese